# Turanogryllus jammuensis
Turanogryllus jammuensis is een rechtvleugelig insect uit de familie krekels (Gryllidae). De wetenschappelijke naam van deze soort is voor het eerst geldig gepubliceerd in 1967 door Bhowmik.